# 齋藤雄三郎
齋藤 雄三郎（さいとう ゆうざぶろう、1978年 - ）は映像ディレクター。映像制作会社SIGHTの創立メンバー。1978年、名古屋市に生まれる。大学を卒業後単身でロサンゼルスに渡米。ロサンゼルスでも数多くのクリエイター、アーティスト、ディレクターを輩出するハリウッドのVFX専門学校を卒業後、MV、CM、映画などの受賞作品を残す制作会社Kroma（Los Angeles）に入社。
KromA社在籍時、映画『トルク』(2004)でも有名なPV監督ジョセフ・カーン (Joseph kahn) と共に制作した、ブリトニー・スピアーズのPV「Toxic」が、ジョージ・ルーカス率いるILM社主催のVES Awardsで“BEST VFX Award 2005”、に輝き、FOX/NASCARのキャンペーンCM「Rear – Ended」が、世界三大広告賞の一つ Clio Awards “Visual Effects Bronze 2005”を受賞。
その後アメリカで独立。50cent、レオナ・ルイスなど数多くのアーティストのPV、フォード、サムスンなどのCMで、VFXスーパーバイザーとして活躍。
2007年からは映像ディレクターとして演出も手がけるようになる。
そして2009年8月、アメリカで学んだVFXのビジュアル表現、制作ノウハウを武器に活動拠点を日本へ移す。その時点での代表作は、Nissan「CUBE」TV-CM。赤塚 不二夫の有名キャラクターたちが登場するポップな仮想空間をダイナミックに演出した。
また、演出も担当したCASIO「Exilim EX-S10」アメリカ向けCMでは、VFX部門で“Telly Awards 2009 Bronze”に輝いている。
ハリウッド仕込みの迫力あるビジュアル表現、高いデザイン性のモーショングラフィック表現 を得意とする。扱える動画ソフトウェアは3D/2D問わず多岐に渡り、それらを縦横無尽に駆使して、自身の目指すハイエンドなビジュアル表現を生み出す。そして、Smokeによるオンライン、Final Cut Proでのオフライン編集もこなし、グラフィックデザイナーとしてのデザイン力の高さにも定評がある。
主な仕事は企画・演出、オフライン、オンライン編集までこなすSIGHT ENTERTAINMENT JAPAN を代表するメインクリエイター。
受賞履歴
- Clio Awards   “Visual Effects Bronze 2004”FOX/NASCAR TV-CM“Rear – Ended”
- VES Awards “BEST VFX Award 2005”ブリトニー・スピアーズPV「Toxic」
- VES Awards “BEST VFX Award 2005”ノミネート   ロブ・トーマスPV「Lonely No More」
- Telly Awards  “Special Effects Bronze 2009” CASIO「EXILIM EX-S10」TV-CM

＊Clio Awards (クリオ賞)は、カンヌ国際広告祭、ニューヨーク One Showと並ぶ、世界最高峰の広告コンクール